# Massimo Bonetti
Pour les articles homonymes, voir Bonetti.
Massimo Bonetti, né le 28 mars 1951 à Rome, est un acteur italien.

## Filmographie partielle

### Cinéma
- 1976 : La Mort en sursis, ou Le Clan des pourris, ou Le truand sort de sa planque (titre original :Il trucido e lo sbirro), d'Umberto Lenzi
- 1977 : La Cabine des amoureux (titre original : Casotto) de Sergio Citti
- 1977 : Le Cynique, l'Infâme et le Violent (Il cinico, l'infame, il violento) d'Umberto Lenzi
- 1982 :  La Nuit de San Lorenzo (La notte di San Lorenzo) des frères Taviani
- 1984 : Kaos (film) de Paolo et Vittorio Taviani
- 1987 : Ultimo minuto de Pupi Avati
- 1990 : Le Soleil même la nuit (Il sole anche di notte) de Paolo et Vittorio Taviani
- 1996 : Festival de Pupi Avati
- 1998 : Mots d'amour de Mimmo Calopresti
- 2008 : Dolce di latte (Pietralata) de Gianni Leacche
- 2010 : Il figlio più piccolo de  Pupi Avati
- 2011 : Le Grand Cœur des femmes de Pupi Avati
- 2019 : Il signor Diavolo de Pupi Avati

### Télévision
- 1986 : Un jour viendra (Se un giorno busserai alla mia porta) - feuilleton de Luigi Perelli
- 2011 : Giovanna, commissaire (Distretto di polizia)
- 2014 : Rex, chien flic (Il commissario Rex) (série télévisée)
- 2014 : Squadra antimafia - Palermo oggi (série télévisée)
- 2014 : Le mani dentro la citta (série télévisée)
- 2016 :  Una pallottola nel cuore (série télévisée)
- 2016 : Il sistema